# Pointe de la Perle
La Pointe de la Perle est un cap de Guadeloupe.

## Géographie
Il se situe entre la plage de la Perle au sud et l'Anse du Petit Bas-Vent au nord, qu'il sépare.

## Histoire
Il s'agit, avec Anse Tillet, depuis 2003, d'une aire protégée de catégorie IV.